# هيمين

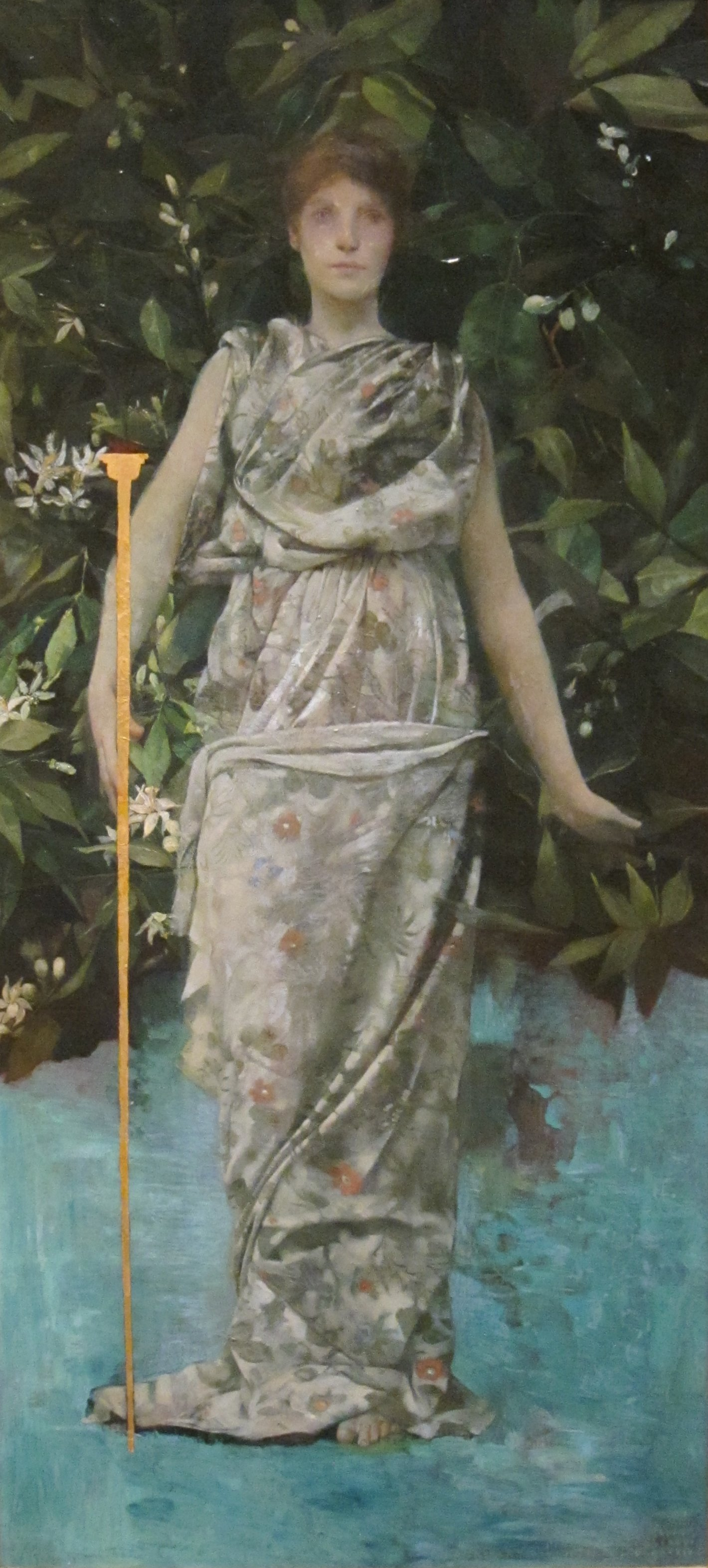
لوحة للإله هيمين

هيمين (باليونانية: Ὑμήν)‏ وعرف أيضاً هيمينايوس هو إله الزواج والحفلات والغناء والترنيم في الميثولوجيا الإغريقية. عرفه الإغريق بكونه وسيم المظهر وذكر أنه ابن الإله أبولو من إحدى عشيقاته البشريات، ومصادر أخرى ذكرت أنه ابن ديونيسوس وأريادني. كان الإغريق في أثينا يغنون بإسمه ليحضر حفلات الزفاف، وكانوا يعتقدون أن مكروه سيحدث أثناء الزفاف ما لم يحضر، لذلك كانوا يغنون بإسمه لأجل مجيئه. وصف بكونه ملك الزواج، إحدى الأساطير ذكرت أنه وقع بحب فتاة غنية في أثينا، وبسبب مكانته لم يستطع الحديث معها أو معاشرتها. في إحدى المرات تنكر على شكل امرأة ليتقرب منها ومن النساء الأخريات، لكن صادفه القراصنة هو والنساء وقاموا باختطافهم واخذوه هو والنساء في سفينتهم. وبينما كان مسجون مع النساء في السفينة كشف عن نفسه أمامهم وأخبرهم باستعداده لتحريرهن مقابل الزواج بهن بعد عودتهن إلى أثينا، فقبلن طلبه، فهزم القراصنة وقتلهم، وعند عودته معهن احتفل سكان أثينا به وشكروه على انقاذهن وقبلوا ان يتزوج بالنساء ومنذ ذلك الحين أصبح إله الزواج. ومن خلال كلمة هيمن تم استخراج كلمة hymn في اللغة الإنجليزية وألتي تعني الترنيم أو الغناء. مكافئه الروماني هو الإله تالاسيوس.